# タイム (雑誌)
『タイム』（英語: Time）は、アメリカ合衆国のニュース雑誌。1923年3月3日にニューヨークで創刊された。世界初のニュース雑誌として知られている。

## 概要
政治・経済・最先端科学・エンターテイメントなどあらゆる情報を網羅している。
ヨーロッパ版『タイム・ヨーロッパ』（以前は『タイム・アトランティック』として知られていた）はロンドンで発行されており、中東、アフリカ、2003年からはラテンアメリカもカバーしている。アジア版『タイム・アジア』は香港を拠点としている。オーストラリア、ニュージーランド、太平洋諸島をカバーする南太平洋版は、シドニーを拠点としている。2008年12月、カナダにおける広告主向けの版の発行を中止した。日本国内で流通しているのは主にアジア版であり日本語版は発行されていない。かつては日本語によるアジア版の定期講読サイトが存在した。
以前はニューヨークに本社を置くタイム社が発行していたが、2018年1月にメレディスに買収・吸収された。同年9月にセールスフォース・ドットコム（現・セールスフォース）の会長のマーク・ベニオフに売却され、2018年11月以降はベニオフが所有するTime USA, LLCが発行している。

## 歴史

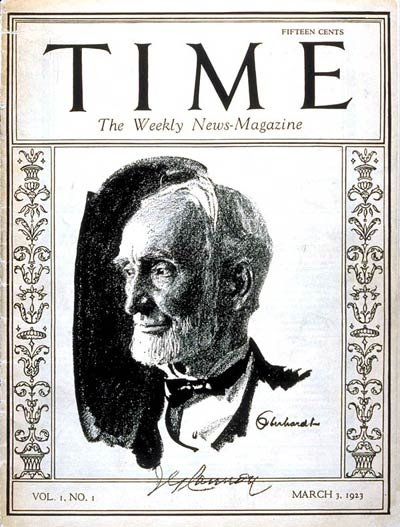
『タイム』創刊号（1923年3月3日発売）の表紙。肖像画は元米下院議長ジョセフ・ガーニー・キャノン

1923年3月3日、ブリトン・ハデンとヘンリー・ルースによってアメリカにおける初の週刊ニュース雑誌として創刊された。創刊号の価格は15セント（2019年の物価に換算して2.25ドル）だった。以前にもハデンとルースはイェール大学の学生新聞『イェール・デーリーニューズ』において会長と編集長を務めたことがある。彼らは最初、雑誌の名前を『ファクツ（Facts）』とするつもりだった。これは、忙しい人でも1時間程度で読めるような簡潔さを強調しようとしたものである。彼らはタイトルを『タイム（Time）』とし、"Take Time - It's Brief"という宣伝文句を使用した。
1938年2月28日号に、創刊15周年記念として創刊号の復刻版が同梱された。
「人」を通してニュースを伝えることを目的としており、創刊から1960年代後半まで、表紙には人物が描かれていた。1927年からは年末にその年のニュースメーカーを特集するパーソン・オブ・ザ・イヤーを発表しており、長年にわたって人気を博してきた。創刊号の表紙を飾ったのは、46年間米下院議員を務め（下院議長も7年以上務めた）、創刊号発売日当日に引退した共和党の政治家ジョセフ・ガーニー・キャノンだった。
1929年のハデンの死去により、ルースが同誌の支配者となり、20世紀のアメリカのメディア史を語る上で重要な人物となった。
1931年から1945年までラジオ番組『マーチ・オブ・ザ・タイム』が放送された。この番組は毎週、その週のニュースをドラマ仕立てで紹介するものだった。この番組により『タイム』自体の知名度も上昇し、1930年代に発行部数が増加した。
1974年、「ピープル」のコーナーを独立させて、『ピープル』が創刊された。
1989年、タイム社とワーナー・コミュニケーションズが合併してタイム・ワーナーとなった。2001年にタイム・ワーナーとAOLが合併してAOLワーナーとなったが、2003年に、再び「タイム・ワーナー」へ改名した。
月曜日に定期購読者への発送とニューススタンドでの発売を行っていたが、2007年にニューススタンドでの発売を金曜日、定期購読者への発送を土曜日に行うように変更した。元々、この雑誌の創刊号が発売された1923年3月3日は土曜日だった。2007年初旬に、49人の従業員のレイオフを含む編集体制の変更が行われ、そのためにその年の第1号の発行が約1週間遅れた。
2009年、タイム・ワーナー社の様々な出版物のコンテンツを、読者の好みに基づいてミックスした印刷雑誌『マイン（Mine）』を発行。しかし、この新しい雑誌は評判が悪く、その焦点が広すぎて真に個人的なものにはならないという批判を受けた。『マイン』誌は、掲載された全ての記事がプレーンテキストでアーカイブされ、オンラインで読むことができた。これは光学文字認識(OCR)を使って生成されており、読み取りミスもそのまま掲載されていた。
2013年1月、タイム・ワーナー社は、全世界の8000人のスタッフの約6%に当たる500人近くの雇用を削減すると発表した。依然として高い売上を維持しているが、広告ページは時間の経過とともに大幅に減少していた。また、マーサ・ネルソンを雑誌部門の初の女性編集主管に指名した。2013年9月には、ナンシー・ギブスが同誌の初の女性編集長に指名された。
2014年6月、タイム・ワーナーからタイム社が分社化された。
2017年11月、メレディス・コーポレーションがコーク兄弟（コーク・エクィティ・デベロップメント）からの支援を受けてタイム社を28億ドルで買収することを発表した。買収は2018年1月31日に完了し、タイム社は吸収され消滅した。買収からわずか6週間後2018年3月、メレディス社は、同社のライフスタイル志向のブランドと整合性が取れていないとして、『タイム』などの売却を検討すると発表した。
2018年9月、メレディス社は『タイム』をマーク・ベニオフとその妻のリンに1億9千万ドルで売却すると発表した。ベニオフはセールスフォース・ドットコムの会長兼共同CEOであるが、『タイム』は同社とは別会社となり、ベニオフは『タイム』の日常業務には関与しない。2018年10月31日に売却が完了した。以降、ベニオフが保有するTime USA, LLCが『タイム』を発行している。

## 発行部数
2012年時点では発行部数は330万部で、アメリカで11番目に発行部数の多い雑誌であり、週刊誌としては『ピープル』に次いで2番目に発行部数が多かった。 2017年7月時点での発行部数は3,028,013部だった。2017年10月、発行部数が200万部に減少した。現在の印刷版の読者数は160万人で、その内100万人はアメリカ国内の読者である。

## スタイル
当初、倒置法を多用した独特の文体を持っていた。1936年の『ザ・ニューヨーカー』誌で、ウルコット・ギブズが次のようにパロディ化した。"Backward ran sentences until reeled the mind [...] Where it all will end, knows God!"
1970年代半ばまで、「リスティングス」というコーナーがあった。これは、当時の主要な映画、演劇、ミュージカル、テレビ番組、文学的ベストセラーの要約やレビューを掲載したもので、『ザ・ニューヨーカー』誌の「カレント・イベント」コーナーに似たものだった。
1927年に導入された赤い縁取りの表紙が特徴的である。1927年以降、赤い縁取りが使われなかったのは以下の例がある。
- 2001年9月11日のアメリカ同時多発テロの直後の9月14日に発行された号[注釈 3]では、喪服を象徴する黒い縁取りが描かれていた。ただし、この号は事件の速報のために発行された「特別版」であり、次の定期号では赤の縁取りに戻されていた。次に『タイム』が特別版をリリースしたのは、マイケル・ジャクソンが死亡した後の2009年6月である。
- 環境問題に特化した2008年4月28日のアースデイ号では、緑の縁取りとなっていた[27]。
- アメリカ同時多発テロから10周年の2011年9月19日号では、メタリックシルバーの縁取りとなった。
- 大統領選挙直前の2012年11月12日号は、縁取りの半分が赤く、半分が青く描かれた。
- 2012年12月31日号は、バラク・オバマがパーソン・オブ・ザ・イヤーに選ばれたことを記念して、シルバーの縁取りとなった。
- "Most Influential Photos of All Time"（史上最も影響力のある写真）が掲載された2016年11月28日/12月5日号は、大きく描かれたシャッターに赤い縁取りが丸く取られ、代わりに表紙全体の縁取りはシルバーとなった。
- 2019年9月23日号は気候変動特集号として、表紙絵の地球だけでなく「TIME」ロゴや縁取りまで、保坂俊彦らのチームがグラウンドの砂を熊手などで掻いて描いたサンドアートが使われた[28][29]。
- 2020年5月18日号では縁取り部分まで使って棒グラフが描かれた。
- 2020年9月21日/28日号はCOVID-19によって20万人近いアメリカ人が死亡したことを受け、2001年の特別版以来、定期号では初めて黒い縁取りが使われた。

ジョージ・フロイドの死をめぐる抗議活動を特集した2020年6月15日号は、赤枠に初めて人名が掲載された。表紙は、アーティストのタイタス・カファーによるもので、アフリカ系アメリカ人の母親が子供を抱く姿が描かれている。赤枠に掲載されている35人の名前は、アメリカ建国以降、人種差別的暴力のために命を落とした多くの人々の一部である。
表紙に最もよく登場したのはリチャード・ニクソンで、1952年8月25日号から1994年5月2日号までの間に55回掲載されている。
2007年、大幅な誌面リニューアルを行った。表紙の赤枠の部分を減らして特集記事を紹介するスペースにし、コラムのタイトルを大きくし、特集記事の数を減らし、記事の周りに余白を増やし、意見記事に作家の写真を添えた。この変更には批判と賞賛の声が寄せられた。

## 法的論争
2007年9月10日に、インドネシアの最高裁判所は、ジャカルタ地方裁判所と控訴院の判断を覆し、インドネシアのスハルト元大統領に対する『タイム・アジア』の名誉毀損を認定、損害賠償1兆ルピアの支払いを命じた。訴えの対象となったのは、スハルトが270億米ドル以上（320億ドル）の金を海外に移したとする記事であった。

## 特別な号

### パーソン・オブ・ザ・イヤー
『タイム』誌の中で最も有名な特集は、毎年年末恒例のパーソン・オブ・ザ・イヤーの表紙記事である。これは、その年のニュースに最も影響を与えた個人や団体を選ぶものである。これは「良くも悪くも」その年の流れに最も影響を与えた人物に贈られるとされており、必ずしも「名誉」とは限らない。過去には、アドルフ・ヒトラーやヨシフ・スターリンなども選出されている。
受取人が必ずしも個人または人間であるとは限らない。例えば1983年1月3日にコンピュータが「マシーン・オブ・ザ・イヤー」と認められた。1989年には“危険にさらされた地球”が「プラネット・オブ・ザ・イヤー」と名づけられた。1999年にはアルベルト・アインシュタインが「パーソン・オブ・ザ・センチュリー」に選ばれた。
2006年には、Web 2.0のコンテンツ生成者としての「あなた（You）」が選ばれたが、概念が創造的であると考える人がいた一方、その年の実在の人物を望んだ人もいた。またベネズエラのウゴ・チャベス大統領であると述べた人もいる。

### タイム100
2004年より、その年で最も有力な100人のリスト「タイム100」を発表している。当初は20世紀の最も有力な100人のリストを作成した。リストが発表される号のフロントカバーはリストアップされた人たちの写真が載り、特集としてリストアップされた人々の各々の記事が掲載される。この記事は雑誌の相当なページ数を占める。場合によっては100人以上がリストアップされるが、その際は2人一緒のリストを作成し、1つの記事で共有する。
2005年には"All-TIME 100 best novels"と"All-TIME 100 best movies"、2007年には"The 100 Best TV Shows of All-TIME"、2012年には"All-TIME 100 Fashion Icons"を発表した。
2016年2月に"100 Most Read Female Writers in College Classes"（大学の授業で最も読まれている女性作家100人）を発表したが、この中に誤って男性作家のイーヴリン・ウォーが掲載されていた（97位）。この誤りは多くのメディアの注目を集め、同誌の編集スタッフの教育レベルについての懸念が生まれたことで、後に撤回。BBCのインタビューで、コーパス・クリスティ・カレッジのバレンタイン・カニンガム教授は、この誤りを「タイム誌の側の深い無知の一部」と表現した。

### 赤い×の表紙
人物や国の象徴などの上に大きく「×」が描かれた表紙が掲載されたことがある。
1回目は1945年5月7日号で、アドルフ・ヒトラーの顔の上に赤い×が描かれていた。その3ヶ月後の1945年8月20日号では、日本の降伏と第二次世界大戦の終結の象徴として、日の丸の上に黒い×が描かれていた。現在までのところ、この雑誌で黒い×の表紙が使われたのはこの号だけである。
イラク戦争開戦後の2003年4月21日号では、サッダーム・フセインの顔の上に赤い×が描かれた。2006年6月13日、米軍のイラク空爆でアブー・ムスアブ・アッ＝ザルカーウィーが死亡したことを受けて、彼の顔の上に赤い×を描いた号（2006年6月19日号）を発行した。ウサーマ・ビン・ラーディンの死後の2011年5月2日には、彼の顔の上に赤い×を描いた号（2011年5月20日号）が発行された。2020年12月には、新型コロナウイルスのパンデミックによる世界的影響から、2020年を「過去最悪の年（The worst year ever）」と銘打ち、2020という数字の上に赤い×を描いた号（2020年12月14日号）が発行された。

## タイム・フォー・キッズ
『タイム・フォー・キッズ』は、タイム社が発行する子供向けの雑誌で、主に学校で配布されている。全国的なニュースや「今週の漫画」、大衆文化に関する様々な記事を掲載している。アメリカの学期末には、環境に関する年1回の号が配布されている。表裏合わせて10ページを超えることはほとんどない。

## タイム・ライトボックス
タイム・ライトボックス(Time LightBox)は、同誌の写真部門が2011年に立ち上げた写真ブログである。2011年には、『ライフ』誌はライトボックスを写真ブログ大賞に選んだ

## 編集スタッフ

### 歴代編集長
1. ジョン・S・マーティン[49]（1929 - 1937）
2. マンフレッド・ゴットフリード[49]（1937 - 1943）
3. T・S・マシューズ（英語版）[49](1943 - 1949）
4. ロイ・アレクサンダー（1949 - 1960）
5. オットー・ファーブリンガー（英語版）（1960 - 1968）
6. ヘンリー・グランワルド（1968 - 1977）
7. レイ・ケイヴ（1979 - 1985）
8. ジェイソン・マクメイナス（英語版）（1985 - 1987）
9. ヘンリー・ミュラー（1987 - 1993）
10. ジェームス・R・ゲインズ（英語版）（1993 - 1995）
11. ウォルター・アイザックソン（1996 - 2001）
12. ジム・ケリー（2001 - 2005）
13. リチャード・ステンゲル（2006 - 2013）
14. ナンシー・ギブス（英語版）（2013 - 2017）
15. エドワード・フェルゼンタール（英語版）（2017 - ）

### 著名な寄稿者
- アラヴィンド・アディガ（2008年ブッカー賞受賞） - 3年間、通信員を務めた。
- ジェイムズ・エイジー
- マーガレット・カールソン - 『タイム』初の女性コラムニスト。
- ウィットティカー・チェムバーズ - しばらく編集者であった。
- リチャード・コルリスとリチャード・シッケル - 雑誌のための映画批評家である。シッケルが1972年、コルリスが1980年から務めている。
- アナ・マリー・コックス - 雑誌のために「アナ・ログ」（政治的なさわりの編集）を書く。彼女は称賛されたブロガーと著者でもある。
- ナンシー・ギブス - エッセイストとエディター・アット・ラージ。100以上のカバーストーリーを書いた。
- レヴ・グロスマン – 主に本について書く。
- ロバート・ヒューズ - 1970年以降、芸術批評家であった。
- マイケル・キンズレー – よく移動するアメリカのジャーナリストであり、『タイム』のエッセイストである。
- ジョー・クライン – コラムニスト。
- チャールズ・クラウトハマー – 『ワシントン・ポスト』の解説者である。『タイム』ではエッセイを書いた。
- ナサニエル・ランデ – 著者、映画製作者で元クリエイティブ・ディレクター。
- ウィル・ロング・ジュニア
- マイケル・シャーマン – アジアの経済学、政治と歴史を専門とするアメリカのジャーナリスト。彼は現在、香港に拠点を置く『タイム・アジア』のアジアビジネス通信員である。
- ロバート・D・サイモン
- ジョエル・スタン – 時々、論争の的となる作家で2006年の「Most Influential」号で“ジョエル100”という記事を書いた。

## 表紙を飾った日本人
パーソン・オブ・ザ・イヤーに限らず、アメリカの政治家・実業家・ジャーナリストなどは、タイム誌の表紙に載ったか否かを一つの格付けの目安ともしている。
『タイム』はあくまでもアメリカの雑誌であり、その視点はアメリカを中心としている。それでもアメリカの国策や外交、経済や文化などに大きな影響を及ぼす海外の話題や人物が特集されることはたびたび見られる。
1923年の創刊以来、このタイム誌の表紙には日本人が42回取り上げられている。戦前・戦中はそれなりに多かったが、戦後は日本が国際政治のプレイヤーでなくなったことから極めて稀になった。さらに昭和天皇が6回、近衛文麿と米内光政、盛田昭夫が各2回載っており、また「アジア系の高知能児」「震災の被災者」「広島の被爆者」といった人々を代表する不特定の人物として掲載された者が3例あることから、実際に「カバーパーソン」にとして表紙に取り上げられた日本人は31名を数えるのみとなっている。
以下、号日付は各号の表紙、その下のタイトルはカバーパーソンを特集した記事へのリンク。肩書は選出された当時の代表的なものをあげた。
|    | 号・記事                                                       | 表紙         | 人物・肩書               | 備考                                                                                                  |
| -- | -------------------------------------------------------------- | ------------ | ------------------------ | --- |
| 1  | 1926年11月8日号 Sea Noon                                       | 東郷平八郎   | 元帥海軍大将             | |
| 2  | 1928年11月19日号 Emperor Enthroned                             | 昭和天皇     |                          | |
| 3  | 1931年5月18日号 Universal Crisis                               | 各務鎌吉     | 日本郵船社長             | |
| 4  | 1931年10月12日号 Secessionist Movements                        | 幣原喜重郎   | 外務大臣                 | |
| 5  | 1931年12月28日号 Strong Policy                                 | 犬養毅       | 内閣総理大臣             | 名の「毅 (つよし)」を「Ki」と誤読している                                                             |
| 6  | 1932年6月6日号 Divinity with Microscope                        | 昭和天皇     |                          | 2度目、前回とまったく同じ画像が使われた                                                               |
| 7  | 1932年9月5日号 Fissiparous Tendencies                          | 内田康哉     | 外務大臣                 | |
| 8  | 1933年1月23日号 The Way of the Perfect...                      | 荒木貞夫     | 陸軍大臣                 | |
| 9  | 1934年5月21日号 Keeper of Peace                                | 廣田弘毅     | 外務大臣                 | |
| 10 | 1935年5月20日号 Butterfly Redeemed                             | 斎藤博       | 駐米大使                 | |
| 11 | 1936年2月24日号 Soviets v. Empires                             | 昭和天皇     |                          | 3度目、溥儀、蔣介石、スターリンとともに                                                               |
| 12 | 1936年12月28日号 Pain in the Heart                             | 昭和天皇     |                          | 4度目                                                                                                 |
| 13 | 1937年7月26日号 Another "Kuo"?                                 | 近衞文麿     | 内閣総理大臣             | |
| 14 | 1937年8月30日号 Sailors Ashore                                 | 米内光政     | 海軍大臣                 | |
| 15 | 1940年3月4日号 Son of a Samurai                                | 米内光政     | 内閣総理大臣             | 2度目                                                                                                 |
| 16 | 1940年7月22日号 Imitation of Naziism?                          | 近衞文麿     | 内閣総理大臣             | 2度目                                                                                                 |
| 17 | 1941年7月7日号 So Delicate Situation                           | 松岡洋右     | 外務大臣                 | |
| 18 | 1941年9月22日号 Honorable Fire Extinguisher                    | 野村吉三郎   | 駐米大使                 | |
| 19 | 1941年11月3日号 Safety Razor                                   | 東條英機     | 内閣総理大臣             | |
| 20 | 1941年12月22日号 Yamamoto v. the Dragon                        | 山本五十六   | 連合艦隊司令長官         | 日米対戦下                                                                                            |
| 21 | 1942年3月2日号 Is Hitler Running Japan?                        | 山下奉文     | 第25軍司令官             | 日米対戦下                                                                                            |
| 22 | 1942年8月3日号 Man With a Plan                                 | 板垣征四郎   | 朝鮮軍司令官             | 日米対戦下                                                                                            |
| 23 | 1943年2月15日号 How Japs Fight                                 | 永野修身     | 軍令部総長               | 日米対戦下                                                                                            |
| 24 | 1943年11月8日号 Come Out and Fight                             | 古賀峯一     | 連合艦隊司令長官         | 日米対戦下                                                                                            |
| 25 | 1944年7月3日号 Ruin in Two Phases                              | 嶋田繁太郎   | 海軍大臣                 | 日米対戦下                                                                                            |
| 26 | 1945年5月21日号 The God-Emperor                                | 昭和天皇     |                          | 5度目、日米対戦下                                                                                     |
| 27 | 1955年3月14日号 Land of the Reluctant Sparrows                 | 鳩山一郎     | 内閣総理大臣             | |
| 28 | 1958年12月22日号 The Girls on Grant Avenue                     | 梅木美代志   | ハリウッド女優           | 日系歌手パット・スズキとともに                                                                        |
| 29 | 1959年3月23日号 The Girl from Outside                          | 正田美智子   | 後の皇太子妃             | |
| 30 | 1960年1月25日号 Bonus to Be Wisely Spent                       | 岸信介       | 内閣総理大臣             | |
| 31 | 1962年2月23日号 Following Henry Ford                           | 松下幸之助   | 松下電器産業会長         | |
| 32 | 1967年2月10日号 The Right Eye of Daruma                        | 佐藤栄作     | 内閣総理大臣             | |
| 33 | 1971年5月10日号 Japan, Inc.: Winning the Most Important Battle | 盛田昭夫     | ソニー社長               | |
| 34 | 1971年10月4日号 Japan: Adjusting to the Nixon Shokku           | 昭和天皇     |                          | 6度目                                                                                                 |
| 35 | 1987年8月31日号 Asian-American Whiz Kids                       | 岡政偉       | アジア系高知能児         | 「高い知能をもつアジア系アメリカ人」の一人として（他5人と共に、表紙のみ、記事中では紹介されていない） |
| 36 | 1995年1月30日号 How to Live Dangerously                        | 出口恵美子   | 阪神・淡路大震災の被災者 | 「震災被災者」の一人として。写真は東京新聞・ロイター提供                                              |
| 37 | 1995年4月3日号 Shoko Asahara: The Making of A Messiah          | 麻原彰晃     | オウム真理教教祖         | |
| 38 | 1998年12月7日号 TIME 100: Builders & Titans                    | 盛田昭夫     | ソニー創業者             | 2度目、ヘンリー・フォード、ウォルト・ディズニー、サム・ウォルトン、ビル・ゲイツとともに               |
| 39 | 2001年9月15日特別増刊号 Music Goes Global                      | 宇多田ヒカル | 音楽アーティスト         | ビョーク、ブレンダ・ファッシー、マーク・アンソニー、マックス・ジ・カストロ、シャキーラとともに        |
| 40 | 2005年8月1日号 Living Under the Cloud                          | 渡辺絹代     | 広島の被爆者             | 「ヒロシマの生き証人」の一人として                                                                    |
| 41 | 2021年7月19日号 Naomi Osaka: ‘It’s O.K. Not to Be O.K.’        | 大坂なおみ   | 女子プロテニス選手       | |
| 42 | 2022年4月25日/5月2日号 Shohei Ohtani Is What Baseball Needs    | 大谷翔平     | プロ野球選手             | |

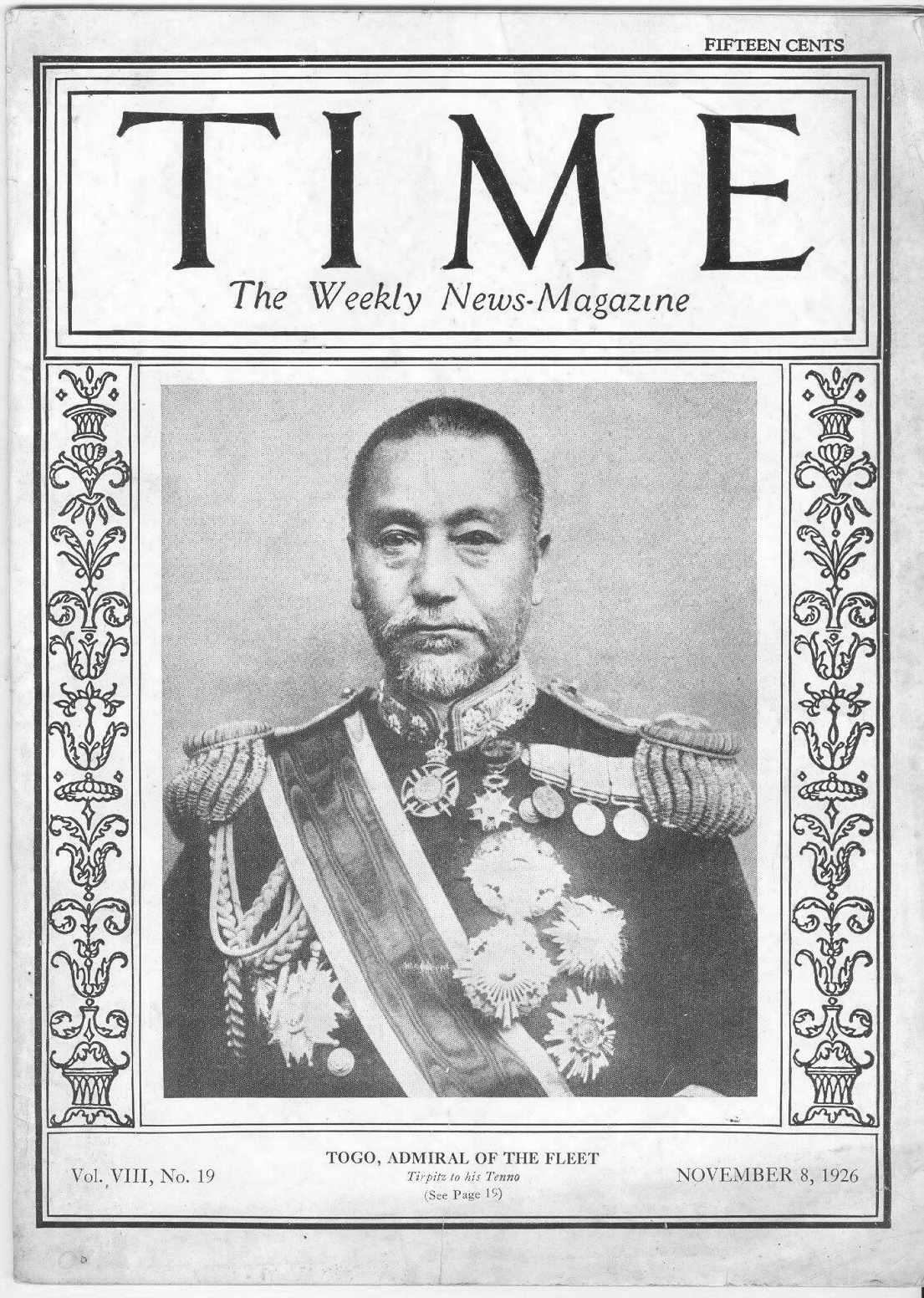
1926年11月8日・東郷平八郎
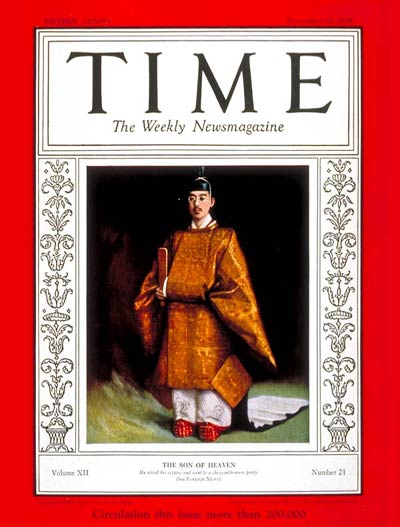
1928年11月19日・昭和天皇
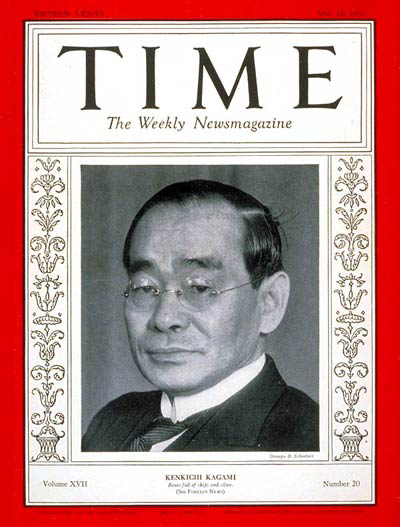
1931年5月18日・各務鎌吉
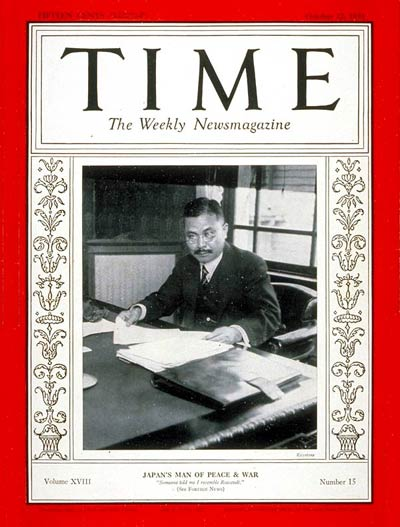
1931年10月12日・幣原喜重郎
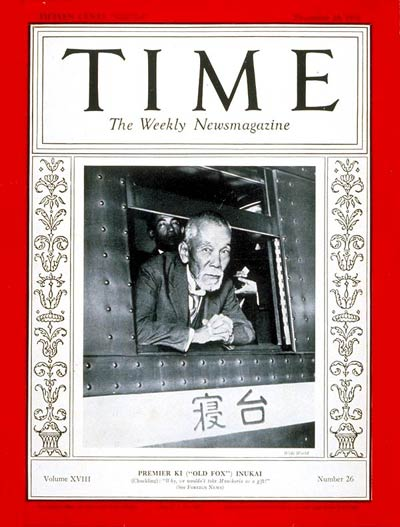
1931年12月28日・犬養毅
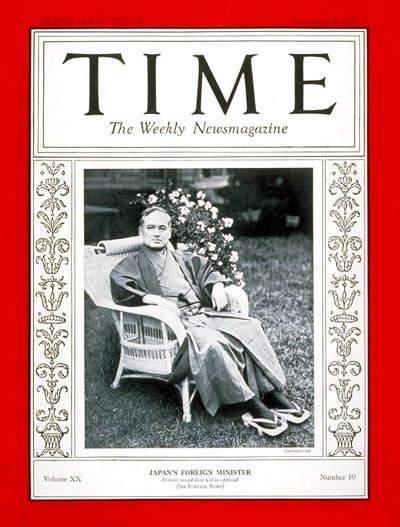
1932年9月5日・内田康哉
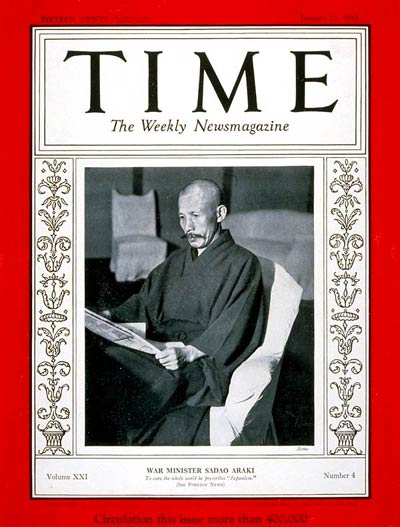
1933年1月9日・荒木貞夫
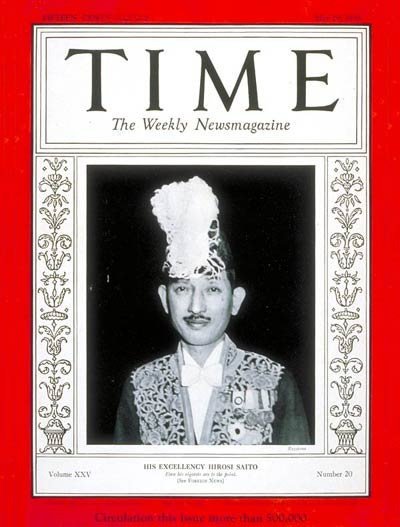
1935年5月20日・斎藤博
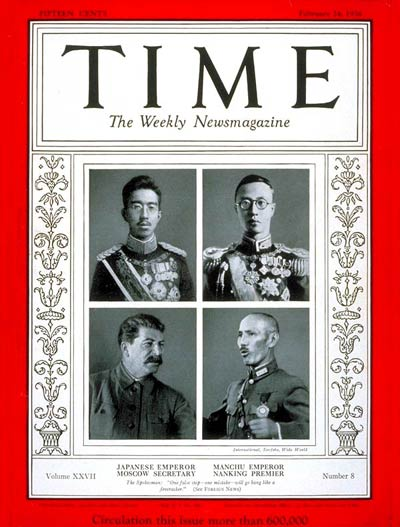
1936年2月24日・昭和天皇（左上）

厳密には日本「人」ではないが、1999年11月22日号「Beware of the Poke Mania」では日本発祥のキャラクターである『ポケモン』が表紙を飾った。
なお『アジア版』の発刊以後、日本人表紙への門戸はそちらで開放されている傾向がある。しかし『アジア版』においても日本人が表紙を飾る機会は稀である。以下に例を挙げる。
| 号・記事                                                                                                  | 表紙                          | 人物・肩書                    | 備考                                       |
| --- | ----------------------------- | ----------------------------- | ------------------------------------------ |
| 1975年10月13日号 Hirohito in America                                                                      | 昭和天皇                      |                               | [ 51 ]                                     |
| 1977年3月28日号 The Selling in Japan                                                                      | 福田赳夫                      | 内閣総理大臣                  | [ 52 ]                                     |
| 1982年12月6日号 New Face, New Challenges                                                                  | 中曽根康弘                    | 内閣総理大臣                  | [ 53 ]                                     |
| 1983年10月24日号（国際版） Tanaka Verdict                                                                 | 田中角栄                      | 元内閣総理大臣                | [ 54 ]                                     |
| 1987年4月27日号（アジア版） Fall From Grace                                                               | 中曽根康弘                    | 内閣総理大臣                  | [ 55 ]                                     |
| 1989年1月16日号（アジア版） The Showa Emperor Hirohito 1901-1989                                          | 昭和天皇                      |                               | [ 56 ]                                     |
| 1989年4月24日号（アジア版） Money+Politics=Scandal                                                        | 竹下登                        | 内閣総理大臣                  | [ 57 ]                                     |
| 1989年8月7日号（アジア版） Woman of the Hour                                                              | 土井たか子                    | 日本社会党党首                | [ 58 ]                                     |
| 1993年6月7日号（アジア版） Japan's 21st Century Princess                                                  | 小和田雅子                    | 後の皇太子妃                  | [ 59 ]                                     |
| 1996年10月14日号（アジア版） The Divas of Pop                                                             | 吉田美和                      | 音楽アーティスト              |                                            |
| 1999年4月26日号（アジア版） Obuchi                                                                        | 小渕恵三                      | 内閣総理大臣                  |                                            |
| 2001年9月17日号（アジア版） The Real Junichiro Koizumi                                                    | 小泉純一郎                    | 内閣総理大臣                  |                                            |
| 2001年12月17日号（アジア版） Global Music Special: Utada Hikaru                                           | 宇多田ヒカル                  | 音楽アーティスト              |                                            |
| 2002年3月25日号（アジア版） Ayumi Hamasaki                                                                | 浜崎あゆみ                    | 音楽アーティスト              |                                            |
| 2002年4月29日号（アジア版） Asian Heroes                                                                  | イチロー 中田英寿             | プロ野球選手 プロサッカー選手 | 4種の表紙の中の1種                         |
| 2003年9月22日号（アジア版） Does He Have What It Takes?                                                   | 小泉純一郎                    | 内閣総理大臣                  |                                            |
| 2003年4月28日号（アジア版） Asian Heroes                                                                  | 松井秀喜                      | プロ野球選手                  | 5種の表紙の中の1種                         |
| 2003年8月11日号（アジア版） Japan Rules OK!                                                               | 椎名林檎                      | 音楽アーティスト              |                                            |
| 2004年7月12日号（アジア版） Fading Away?                                                                  | 小泉純一郎                    | 内閣総理大臣                  |                                            |
| 2006年7月3日号（アジア版） After Koizumi                                                                  | 小泉純一郎                    | 内閣総理大臣                  |                                            |
| 2006年9月4日号（アジア版） The Future of Japan's Monarchy                                                 | 秋篠宮文仁親王 文仁親王妃紀子 | 皇族                          |                                            |
| 2006年9月18日号（アジア版） Who Is Shinzo Abe?                                                            | 安倍晋三                      | 内閣官房長官                  | 当時公示されていた自民党総裁選の最有力候補 |
| 2007年9月24日号（アジア版） After Abe                                                                     | 安倍晋三                      | 内閣総理大臣                  | 辞任表明直後                               |
| 2009年3月23日号（アジア版） The Maverick                                                                  | 小沢一郎                      | 民主党代表                    |                                            |
| 2009年8月31日号（アジア版・オセアニア版） Young Japan                                                     | 今村久美                      | NPOカタリバ代表理事           |                                            |
| 2012年7月30日・8月6日号（アジア版） Summer Olympics Special                                               | 澤穂希                        | プロサッカー選手              |                                            |
| 2014年4月28日号（アジア版・ヨーロッパ版・オセアニア版） The Patriot                                       | 安倍晋三                      | 内閣総理大臣                  |                                            |
| 2015年1月19日号（アジア版・オセアニア版） The Way of Kei                                                  | 錦織圭                        | プロテニス選手                |                                            |
| 2019年1月21日号（アジア版・オセアニア版） THE HEIR Naomi Osaka                                            | 大坂なおみ                    | プロテニス選手                |                                            |
| 2022年7月25日/8月1日号（アジア版・オセアニア版） The legacy of Shinzo Abe, Japan's longest-serving leader | 安倍晋三                      | 元内閣総理大臣                |                                            |
| 2023年5月22日/29日号（アジア版） Japan's Choice                                                           | 岸田文雄                      | 内閣総理大臣                  |                                            |